# Festa di sant'Antonio di Padova (Palmi)
La festa in onore di sant'Antonio di Padova è un secolare evento religioso e civile che si svolge annualmente a Palmi, il 13 giugno.

## Storia
Già nel XVI secolo, nella chiesa di Santa Maria dell'Uccellatore a Palmi veniva, tra gli altri, «adorato e festeggiato» il culto di sant'Antonio di Padova. La suddetta chiesa subì nel corso dei secoli alterne vicende, fino al suo abbandono definitivo dopo il terremoto del 1783.
Dopo la ricostruzione della chiesa della Madonna del Rosario, avvenuta nel 1790 a seguito del sopra citato terremoto, è descritto un altare laterale dedicato a sant'Antonio di Padova.
A metà del XIX secolo venne redatto un elenco delle festività cattoliche cittadine, nel quale non era segnalata la celebrazione di una festa dedicata al santo padovano. Della seconda metà dello stesso secolo è però un'opera del poeta locale Carmelo Gullì, che recita alla terza strofa:
(Carmelo Gullì (1864-1937), "giugno e Giugnettu")
Nella poesia viene citato monsignor Valentino Marino, che fu parroco della chiesa della Madonna del Rosario dal 1874 al 1912.
Nella notte che seguì il terremoto che colpì la città di Palmi la sera del 16 novembre 1894, la statua di Sant'Antonio di Padova venne trasportata in processione nella piazza principale, assieme alle altre effigi venerate dal popolo palmese.
Nel 1919 la vecchia chiesa del Rosario, ubicata nel centro storico, fu interdetta al culto, causa danni provocati da un ciclone, e successivamente demolita. Nel 1937 venne ricostruita in un altro luogo della città una nuova chiesa del Rosario, all'interno della quale venne collocata una statua dedicata al santo padovano, realizzata dall'artista Luigi Santifaller e al centro delle celebrazioni attuali. Questa nuova chiesa venne affidata alle cure pastorali dei frati minori conventuali, che da allora si occupano anche dei festeggiamenti e della divulgazione del culto di sant'Antonio di Padova a Palmi.
Durante la processione del 1995, per la ricorrenza dell'VIII centenario della nascita del santo, la statua di sant'Antonio di Padova fu trasportata all'interno del duomo cittadino, nel quale venne svolta una solenne celebrazione eucaristica.

## La statua

### Storia
L'attuale statua di sant'Antonio di Padova venerata a Palmi è un'opera del 1938, realizzata dall'artista Luigi Santifaller di Ortisei.

### Descrizione
L'opera policroma raffigurante sant'Antonio di Padova è realizzata, con proporzioni quasi a grandezza naturale, in legno scolpito e dipinto ripercorrendo l'iconografia classica con la quale è rappresentato il santo padovano, che tiene con il braccio il libro del Vangelo sopra il quale è seduto Gesù Bambino.

### Collocazione

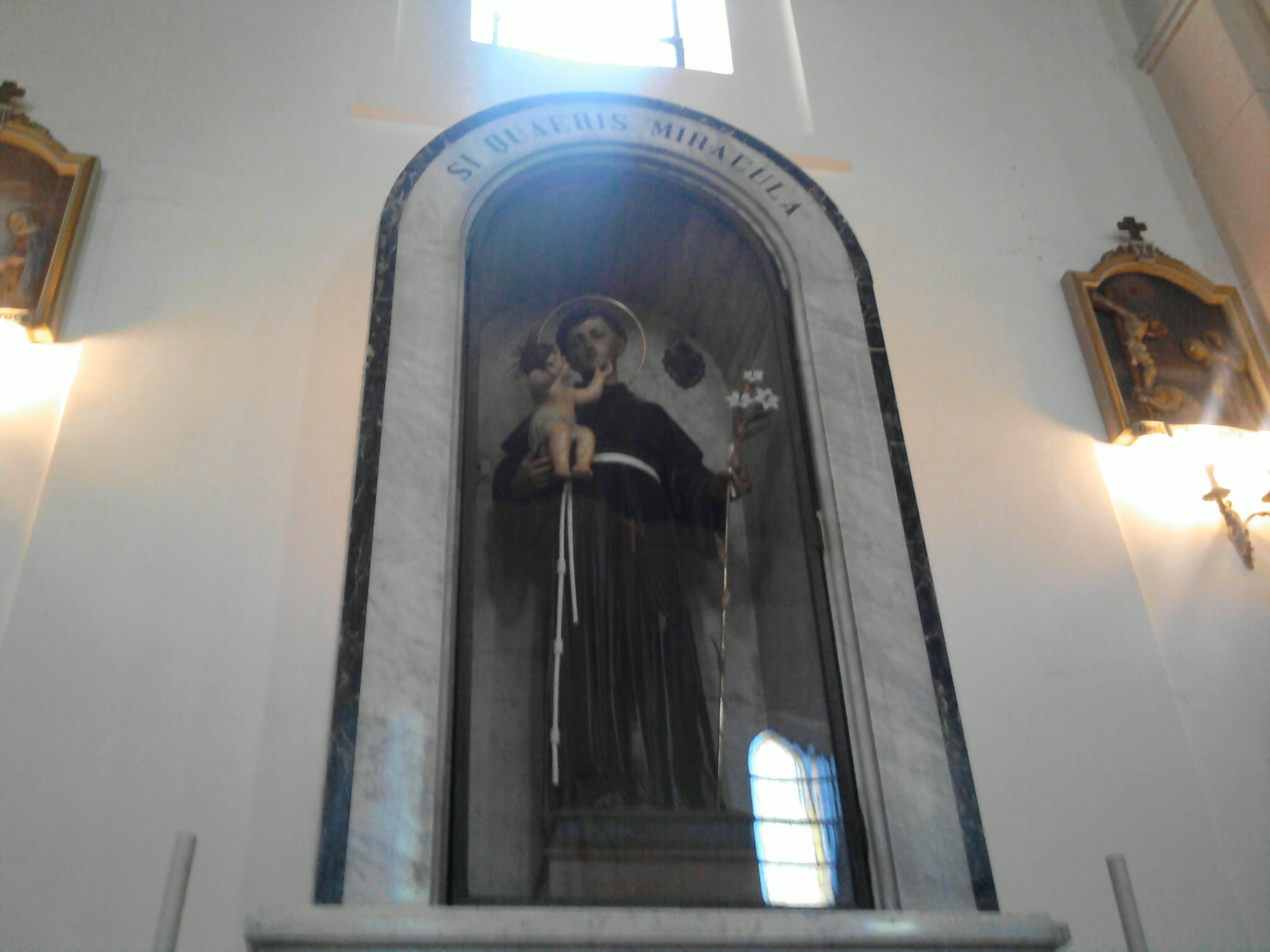
L'altare laterale dedicato a sant'Antonio di Padova.

Durante l'anno la statua di sant'Antonio di Padova è conservata nella chiesa di Maria Santissima del Rosario, in un'edicola con volta a cupola posta sopra uno degli altari laterali della parete destra della navata, costruito nel corso del XX secolo. L'altare è realizzato in marmo policromo e intarsiato, e nella parte alta dell'edicola è riportata la scritta «Si quaeris miracula» All'interno dell'edicola, protetta da un cornice con vetro, oltre alla statua del santo è custodito anche un ex voto.

## La base processionale
La base processionale, localmente chiamata "varetta" quale diminutivo di vara, ha la funzione di supporto per il trasporto della statua di Sant'Antonio di Padova in processione per le vie cittadine, il 13 giugno, e di esporre l'icona alla venerazione dei fedeli nei giorni della festa. La varetta è in legno intagliato e dipinto con i colori bianco e oro, realizzata nel XX secolo ad opera di maestranze locali.
Il giorno della festa la base processionale viene addobbata di gigli e le vengono inserite alla base due stanghe in legno di sei metri ciascuna (rivestite di cuscini), che servono ai "Portatori di Sant'Antonio di Padova" per alzare e trasportare a spalla il fercolo in processione.

### I portatori
Il compito del trasporto a spalla per le vie cittadine della base processionale sulla quale è posta la statua di Sant'Antonio di Padova spetta a ventidue portatori, dei quali venti posizionati sotto le due stanghe più altri due denominati "timonieri", uno davanti e uno dietro alla varetta, che hanno il compito di dare indicazioni sulle manovre da effettuare durante il percorso processionale.Seguono la base processionale ulteriori portatori in sostituzione, durante il tragitto, di quelli sotto le stanghe.
I portatori appartengono principalmente alla Parrocchia di Maria Santissima del Rosario e al "Comitato Sant'Antonio di Padova - Palmi" e la loro divisa, in occasione della processione, è composta da una maglietta bianca con raffigurate le immagini di Sant'Antonio di Padova davanti e il tau dietro.

## Tradizioni religiose

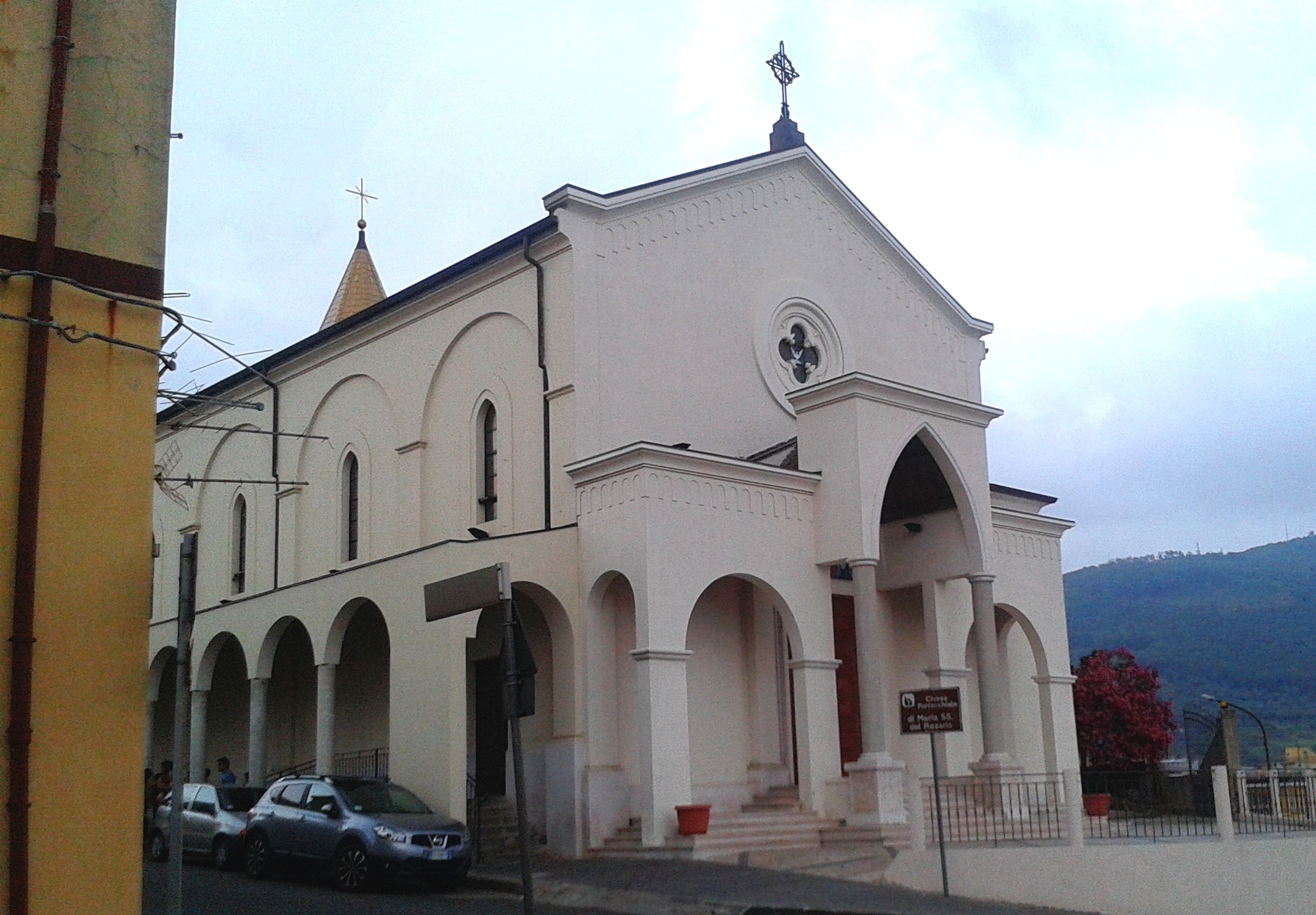
La chiesa di Maria Santissima del Rosario.

Le funzioni religiose iniziano il 31 maggio con l'inizio della tredicina dedicata a Sant'Antonio di Padova, celebrata ogni giorno nella chiesa di Maria Santissima del Rosario. Nel periodo della tredicina, la statua di Sant'Antonio di Padova viene esposta alla venerazione dei fedeli, traslandola dall'altare laterale nel quale è collocata durante l'anno, alla base processionale che viene posizionata nella navata, lato destro, a ridosso dei gradini del presbiterio.
Negli scorsi anni in occasione della festa sono avvenuti eventi importanti, non tradizionali, di carattere religioso come il trasporto della statua di Sant'Antonio nel popoloso quartiere cittadino di San Leonardo per una celebrazione eucaristica o l'arrivo a Palmi per una giornata delle reliquie del santo direttamente da Padova, nel 2018.
Il giorno dedicato a Sant'Antonio di Padova è come detto il 13 giugno, nel quale il calendario liturgico celebra la festa in ricorrenza della data di morte del santo. Durante la mattinata vengono svolte in chiesa varie celebrazioni liturgiche.

### La processione

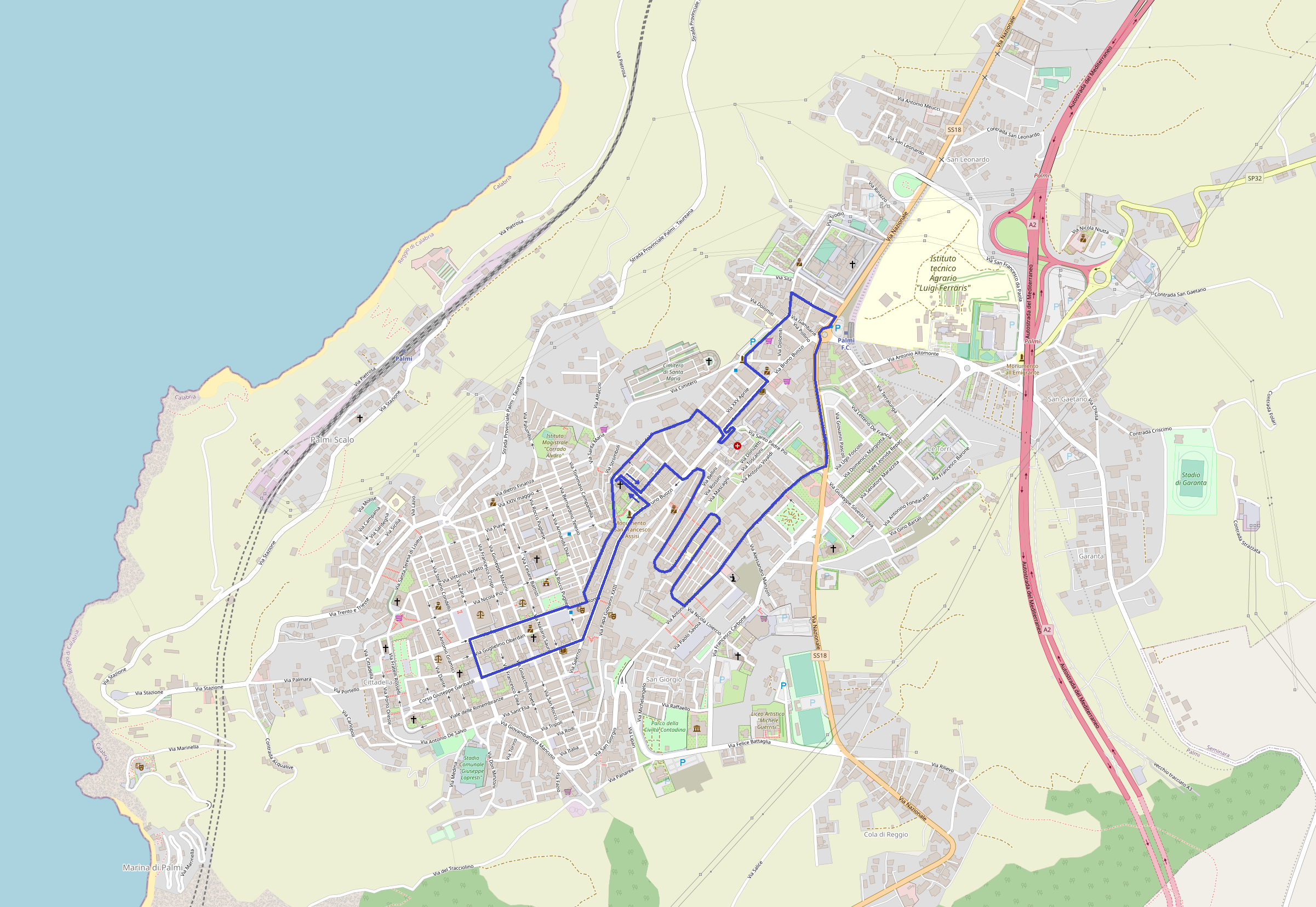
Il percorso della processione nel XX secolo.

Nel tardo pomeriggio della festa viene invece celebrato l'evento principale della giornata, che consiste nella tradizionale e secolare processione per le vie cittadine della base processionale con la statua di Sant'Antonio di Padova.
La composizione della processione, elencata in ordine di sfilata, è la seguente:
- "Complesso dei tamburinari". Il corteo è aperto da un complesso di tamburinari che esegue un ritmo scandito per tutto il tempo di durata della stessa;
- Confraternite di Palmi, con stendardo e rappresentanza dei congregati in abiti processionali;
- Terz'ordine francescano, con stendardo, Crocifisso processionale e rappresentanza degli iscritti;
- Comitato festeggiamenti Sant'Antonio di Padova, con stendardo e rappresentanti;
- Parroco e clero della Parrocchia di Maria Santissima del Rosario;
- Base processionale con il simulacro di Sant'Antonio di Padova;
- Banda musicale;
- Fedeli.

Il percorso della processione, che negli ultimi anni ha subito spesso delle variazioni di tragitto rispetto allo scorso secolo, nel quale era pressoché sempre identico con una lunghezza di oltre 5 km e una durata di circa 3 ore, attraversa inizialmente le principali zone della Parrocchia di Maria Santissima del Rosario (Rione Ajossa, Rione Pille, Trodio) per poi proseguire nel centro storico di Palmi, fino a raggiungere e sostare in piazza I Maggio, baricentro sociale e culturale della città, prima di effettuare il ritorno in chiesa, nella quale verrà effettuato il bacio della reliquia del santo.
Per tradizione vengono liberate e fatte volare in cielo delle colombe bianche, nello scorso secolo all'arrivo in piazza o, più recentemente, all'uscita della base processionale con la statua dalla chiesa.

## Tradizioni civili
Il programma dei festeggiamenti civili in onore di Sant'Antonio di Padova prevede alcuni eventi specifici, concentrati essenzialmente nella giornata del 13 giugno: 
- la tradizionale "sfilata dei Giganti", due alte figure di cartapesta che vengono portate a spalla per le strade e le piazze, in occasione delle festività cattoliche cittadine, facendole roteare su sé stesse a simulazione di un ballo e al suono incalzante dei tamburi del tipico "complesso dei tamburinari";[10][12]
- la sfilata di una banda musicale per le strade di Palmi nella mattinata;
- lo sparo di colpi di mortaretto in concomitanza di determinati eventi della festa;
- uno spettacolo musicale svolto solitamente nelle vicinanze della chiesa;[2][10]
- uno spettacolo pirotecnico a conclusione della giornata o al termine della processione.[10][12][19][20]

Inoltre, nei giorni della festa la facciata della chiesa e la via Galluppi, strada adiacente al luogo di culto, vengono addobbate con delle luminarie e nella suddetta via viene anche svolta una piccola fiera di venditori ambulanti.

## La devozione popolare
Un'altra icona in città dedicata alla figura di sant'Antonio di Padova è una pala d'altare, di scuola calabrese, realizzata in olio su tela del XIX secolo posta sopra l'altare laterale della chiesa del Crocifisso dedicato al santo di Padova. Sempre nella stessa chiesa, il santo è rappresentato anche in un'altra pala d'altare, raffigurante l'Immacolata Concezione con San Francesco d'Assisi e Sant'Antonio di Padova (XVII secolo), opera del pittore napoletano Francesco De Rosa.

### Esplicative
1. ↑  La frase scritta riporta le parole iniziali del responsorio a sant'Antonio di Padova, invocato dal popolo per trovare un oggetto smarrito, poiché Antonio è il protettore di chi cerca oggetti smarriti.
2. ↑  Regolamento Comunale per il commercio su aree pubbliche del Comune di Palmi (Approvato con Del. C.P. n. 77 del 14/05/2007). Articolo 10 "Localizzazione, caratteristiche, giorni e orari di svolgimento di mercati, fiere e sagre" comma 2) punto c) Festa di Sant'Antonio.

### Bibliografiche
1. 1 2 3   ELENCO FESTE PROVINCIA REGGIO CALABRIA, su italiaambulante.com. URL consultato il 15 giugno 2014 (archiviato dall'url originale il 14 luglio 2014).
2. 1 2 3 4   Palmi in processione per onorare Sant'Antonio - 20 giugno 2012, su inquietonotizie.it. URL consultato il 12 giugno 2013.
3. 1 2 3 4 5 6 7   sant antonio, su YouTube, 15 giugno 2014,  a 00 min 00 s. URL consultato il 16 giugno 2014.
4. 1 2   Biografia di Don Valentino Marino, su filippo-marino.it. URL consultato il 1º ottobre 2021 (archiviato dall'url originale il 9 luglio 2012).
5. ↑  De Salvo, pag. 152.
6. ↑  De Salvo, pag. 230.
7. 1 2  Guardata, pag. 36.
8. ↑  Calogero, pag. 10.
9. 1 2 3 4 5   Santifaller L. (1938), Sant'Antonio da Padova, su beweb.chiesacattolica.it. URL consultato il 2 maggio 2019.
10. 1 2 3 4 5 6 7 8 9 10   Festa di Sant’Antonio da Padova, a Palmi, su vaticano.com. URL consultato il 9 giugno 2019.
11. 1 2   La Voce del Tirreno - Periodico di cultura, attualità ed informazione (PDF), su lavocedeltirreno.it. URL consultato il 27 maggio 2013 (archiviato dall'url originale il 24 febbraio 2013).
12. 1 2 3 4 5   Festa di s.Antonio 13/6/2016, su YouTube, 19 giugno 2016,  a 00 min 00 s. URL consultato il 6 novembre 2016.
13. 1 2 3 4   Festa di Sant'Antonio di Padova, su parrocchiamariassdelrosario.it. URL consultato il 6 dicembre 2019.
14. ↑   A Palmi Le Reliquie Di Sant’Antonio Di Padova, su zmedia.it. URL consultato il 6 dicembre 2019 (archiviato dall'url originale il 6 dicembre 2019).
15. ↑   A Palmi le reliquie di Sant’Antonio di Padova, su it.geosnews.com. URL consultato il 6 dicembre 2019 (archiviato dall'url originale il 6 dicembre 2019).
16. ↑   1231 La morte, su santantonio.org. URL consultato il 6 dicembre 2019.
17. ↑   S. Antonio per le vie della Città - Luglio 2012 (Palmi RC), su YouTube, 27 luglio 2012,  a 00 min 00 s. URL consultato il 28 maggio 2014.
18. 1 2   FESTA DI SANT'ANTONIO A PALMI, su telemia.it. URL consultato il 6 dicembre 2019.
19. ↑   Festa di sant'Antonio [collegamento interrotto], su viaggicalabria.it. URL consultato il 12 giugno 2013.
20. ↑   fuochi s. antonio a Palmi, su YouTube, 15 giugno 2009,  a 00 min 00 s. URL consultato il 28 maggio 2014.
21. ↑   Scuola calabrese sec. XIX, Sant'Antonio da Padova, su beweb.chiesacattolica.it. URL consultato il 2 maggio 2019 (archiviato dall'url originale il 31 marzo 2019).
22. ↑   Scuola dell'Italia meridionale sec. XVIII, Madonna Immacolata e Santi, su beweb.chiesacattolica.it. URL consultato il 2 maggio 2019.